# 燒烤架
燒烤架是用來烤肉的器具，配合瓦斯燃料或木炭等燃料进行燒烤。哪一種方式可以烤得最好則有争议。

## 另見
- 阿薩多
- 燒烤
- 木炭
- 巴西烤肉
- 炙烤
- 灶
- Hibachi
- 煮食爐
- 烤

## 外部連結
- 中的“Barbecues and grills”
- 中的“Barbecue and grilling”